# Halfaouine, đứa con của những mái nhà
Halfaouine, đứa con của những mái nhà (tiếng Ả Rập: عصفور السطح/Halfaouine, asfour stah, tiếng Pháp: Halfaouine, l'enfant des terrasses, tiếng Ý: Halfaouine. Il ragazzo delle terrazze) là một bộ phim tâm lý tuổi vị thành niên của đạo diễn Férid Boughedir, ra mắt lần đầu năm 1990.

## Nội dung
Noura (Selim Boughedir) là một cậu bé mới lớn, có những tò mò dễ thương về giới tính, khoái theo mẹ tới nhà tắm hơi dành cho phụ nữ...

## Diễn viên
- Selim Boughedir... Noura
- Mustapha Adouani... Si Azzouz
- Rabia Ben Abdallah... Jamila
- Mohamed Driss... Salih
- Hélène Catzaras... Latifa
- Fatma Ben Saïdane... Saloua
- Abdelhamid Gayess... Cheikh Mokhtar
- Jamel Sassi... Moncef
- Carolyn Chelby... Leïla

## Ê-kíp
- Thiết kế sản xuất: Taieb Jallouli
- Phục trang: Naama Jazi
- Hóa trang: Zeineb Ayachi, Essia Baaziz, Fatma Jaziri
- Âm thanh: Henri Humbert, Hachim Joulak, Riadh Thabet, Gérard Tilly

## Hậu trường
Thủ vai Noura là diễn viên Selim Boughedir - con trai của đạo diễn Férid Boughedir.

## Vinh danh
- Tanit d'or, prix de la meilleure interprétation, prix de la meilleure mise en scène et prix Unesco aux Journées cinématographiques de Carthage
- Grand Prix de la Mostra de Valence
- Médaille d'or du meilleur film au Festival de jeunesse de Griffoni
- Prix du meilleur espoir masculin au Festival international du film de comédie de Vevey
- Ouverture du Festival de New-York
- Grand prix spécial du jury – Prix de la meilleure image du Festival de Las Vegas
- Prix de la meilleure première œuvre du Festival de Chicago
- Grand prix du Festival Vue d'Afrique
- Prix du public à Wurtzbrug
- Meilleur film arabe de l'année au Festival du Cairex
- Nomination au César de la meilleure première œuvre
- Olivier d'or du Festival de Bastia